# Supreme Power
Supreme Power è una serie a fumetti pubblicata dalla Marvel Comics nella linea editoriale della linea Marvel Max tra il 2003 e il 2005 e che aggiorna e riscrive la storia del gruppo di supereroi chiamato lo Squadrone Supremo e chiaramente ispirata alla Justice League of America della DC Comics, in un universo alternativo della Marvel conosciuto con il nome di Supremeverse (earth-31916). Da questa serie successivamente scaturiscono altre tre miniserie: Doctor Spectrum, Supreme Power: Hyperion e Supreme Power: Nighthawk incentrate su alcuni protagonisti di Supreme Power.

## Storia editoriale
La serie fa parte della linea MAX Comics e venne scritta da Joe Michael Straczynski e illustrata da Gary Frank. Venne edita per 18 numeri dal 2003 al 2005.
Successivamente alla conclusione del primo ciclo di storie di Supreme Power, sono stati pubblicati due spin-off  che approfondiscono i personaggi di Nighthawk e Hyperion intitolati rispettivamente Nighthawk (testi di J.M. Straczynski, disegni di Steve Dillon) e Hyperion (testi di Straczynski, disegni di Dan Jurgens).
A marzo 2006 esordì la miniserie Squadron Supreme (Vol. 2) sotto l'etichetta Marvel Knights, ideale prosecuzione di quanto narrato in Supreme Power.
Esistono tre miniserie correlate alla testata Supreme Power.
A fine 2006, una miniserie ambientata nell'universo Ultimate, dal titolo Potere Supremo, che è un crossover con l'universo di Supreme Power e l'universo Ultimate.
Potere Supremo (Ultimate Power) è una miniserie di nove numeri ambientata nell'universo Ultimate, ma che ha anche interazioni con quello di Terra 31916 (il cosiddetto Supremeverse).
La miniserie è stata pubblicata in USA dall'ottobre 2006 al dicembre 2007, con alcuni ritardi nelle uscite rispetto alle date previste. È stata scritta da Brian Michael Bendis, J. Michael Straczynski e Jeph Loeb e disegnata da Greg Land.

## Trama
Due coniugi vedono mentre stanno tornando a casa uno strano bagliore in cielo generato da un meteorite che cade in un campo di grano. I due scoprono così una piccola navicella al cui interno è seduto un bambino; lo raccolgono e lo portano con sé ma ben presto le autorità scoprono dell'accaduto e il bambino viene loro sottratto e condotto in un laboratorio. Qui il bambino viene affidato a due coniugi e gli viene dato il nome di Mark Milton, che lo allevano a casa loro come il portavoce del sogno americano, l'unico essere in grado di far dominare incontrastata l'America su qualsiasi altra nazione.

## Comprimari
- Blur (basato su Flash): è un miscuglio tra la razza aliena di Hyperion, che gli conferisce il potere della supervelocità, e quella umana;
- Nighthawk (basato su Batman) non ha superpoteri ed è un ragazzo il cui padre fu ucciso da un gruppo durante sommosse razziali e da allora giurò vendetta contro questo genere di ingiustizie;
- Dottor Spectrum (basato su Lanterna Verde): è un militare che - ai tempi della scoperta di Hyperion - venne a contatto con un minerale inserito nella navicella, ottenendo dei superpoteri;
- Zarda (basata su Wonder Woman): è una dea greca che venne accudita di generazione in generazione dalla stessa famiglia; si svegliò solamente non appena Hyperion si trovò ferito e chiese aiuto.